# Wendenwasser
Das Wendenwasser ist ein knapp 6 Kilometer langer Bach im Berner Oberland, der oberhalb von Gadmen von rechts ins Gadmerwasser mündet.

## Geographie

### Verlauf
Das Wendenwasser ist der Abfluss des Wendengletschers und entspringt auf etwa 2300 m ü. M. In diesem Kegel aus Reissend Nollen, Titlis bis Wendenhorn entstehen eine grosse Anzahl kleiner Bäche, welche alle dem Wendenwasser zufliessen. 
Auf etwa 1590 m ü. M. nimmt es von rechts den Uratbach auf und später von der anderen Seite auf ungefähr 1530 m ü. M. den Lägerbach. Aus Teilfflouwi fliesst auf 1330 m ü. M. von rechts der letzte grössere Seitenbach zu. 
Das Wendenwasser befindet sich nun in der Nähe der Sustenpassstrasse und mündet schliesslich auf 1220 m ü. M. von rechts ins Gadmerwasser.

### Einzugsgebiet
Das 14,12 km² grosse Einzugsgebiet des Wendenwassers liegt in den Berner Alpen und wird durch es über das Gadmerwasser, die Aare und den Rhein zur Nordsee entwässert.
Es besteht zu 7,9 % aus bestockter Fläche, zu 10,1 % aus Landwirtschaftsfläche, zu 0,2 % aus Siedlungsfläche und zu 81,8 % aus unproduktiven Flächen.
Die Flächenverteilung
Der höchste Punkt im Einzugsgebiet ist auf 3186 m ü. M. nahe dem Titlis, der eine Höhe von 3238 m ü. M. erreicht.
Die mittlere Höhe des Einzugsgebietes beträgt 2202 m ü. M. und die minimale Höhe liegt bei 1221 m ü. M. Das gesamte Einzugsgebiet ist nur sehr spärlich besiedelt.

## Hydrologie
Bei der Mündung des Wendenwassers in das Gadmerwasser beträgt seine modellierte mittlere Abflussmenge (MQ) 1100 l/s. Sein Abflussregimetyp ist a-glacio-nival und seine Abflussvariabilität beträgt 13.